# Mill Creek (dopływ East Branch Apple River)
Mill Creek – strumień (creek) w kanadyjskiej prowincji Nowa Szkocja, w hrabstwie Cumberland, płynący w kierunku północno-zachodnim i uchodzący do East Branch Apple River; nazwa urzędowo zatwierdzona 2 czerwca 1944.